# Svjatlana Usovitj
Svjatlana Viktaraŭna Usovitj (belarusiska: Святлана Віктараўна Усовіч), född den 14 oktober 1980, är en belarusisk friidrottare som tävlar på 400 och 800 meter.

## Individuella meriter
Usovitjs första internationella mästerskap var EM i München 2002 då hon var i final på 400 meter och slutade på en sjunde plats med tiden 52,10. Hon var även i final vid inomhus-VM 2003 på 400 meter och slutade då på en sjätte plats. Hon deltog vid Olympiska sommarspelen 2004 på 400 meter men hennes sjätte plats i semifinalen räckte inte till en finalplats. 
Vid inomhus-EM 2005 i Madrid blev hon silvermedaljör på 400 meter efter ryskan Svetlana Pospelova. Efter mästerskapet har hon huvudsakligen tävlat på 800 meter och hon var i final vid VM 2007 i Osaka där hon slutade på en sjätte plats på tiden 1.58,92. Hon deltog även vid Olympiska sommarspelen 2008 där hon emellertid slutade åtta i sin semifinal och därmed inte kvalificerade sig till finalen. 

## Meriter i stafett
Usovitj har haft stora framgångar i vitryska stafettlag på 4 x 400 meter. Laget har två gånger blivit silvermedaljör vid inomhus-VM, blivit silvermedaljör vid EM i Göteborg samt vunnit två EM-guld inomhus.

## Personliga rekord
- 400 meter - 50,79
- 800 meter - 1.58,11